# سام وورثن
سام وورثن (بالإنجليزية: Sam Worthen)‏ مواليد 17 يناير 1958 في بروكلين، هو مدرب كرة سلة أمريكي ولاعب معتزل. بدأ مسيرته الاحترافية في سنة 1980. تم اختياره من قبل فريق شيكاغو بولز خلال الدرافت. حمل الرقم 31. يبلغ طوله 6 قدم 5 بوصة (2.0 م). اعتزل اللعب في 1988.

## روابط خارجية
- سام وورثن على موقع إن بي أي (الإنجليزية)
- سام وورثن على موقع سبورتس رفرنس (الإنجليزية)
- سام وورثن على موقع كلية كرة السلة في سبورتس رفرنس.كوم (الإنجليزية)
- سام وورثن على موقع ريلجم (الإنجليزية)
- سام وورثن على موقع بروبوليرز (الإنجليزية)